# PRINCESS PRINCESS (プリンセス プリンセスのアルバム)
『PRINCESS PRINCESS』（プリンセス プリンセス）は、1990年12月21日にリリースされたプリンセス プリンセスの5枚目のアルバム。

## 解説
前作『LOVERS』に続き、オリコンチャート1位を獲得、及びミリオンセラーを達成した。同社集計の累計売上は約140万枚近くまで伸び、シングル・アルバム含め、グループ最高のセールスとなっている。初回生産盤にはピンバッジが付いている。
アルバムタイトルがグループ名と同じになっており、ジャケットはメンバーそれぞれの個性を出した衣装を着て撮られており、楽曲もメンバー全員が均等に制作・収録されている。
「ジュリアン」が本作から先行でシングルカットされた。シングル「OH YEAH!」は未収録となっている。
「THE LAST MOMENT」「HIGHWAY STAR」「One」と最後の方に収録された3曲はシングルカットされていないにもかかわらず人気が高く、特に「HIGHWAY STAR」は解散後にリリースされたベスト・アルバムにも収録されている。
次作『DOLLS IN ACTION』以降はSony Records（現・ソニー・ミュージックレコーズ）から発売されており、本作はCBS・ソニーから発売された最後のアルバムである。

## 収録曲
| 全編曲: PRINCESS PRINCESS・笹路正徳。 |                                                  |            |                    |       |
| #                                     | タイトル                                         | 作詞       | 作曲               | 時間  |
| 1.                                    | 「ROCK ME」                                      | 奥居香     | 奥居香             | 4:07  |
| 2.                                    | 「ティンカーベル」                               | 中山加奈子 | 奥居香             | 5:15  |
| 3.                                    | 「台風の歌」                                     | 富田京子   | 奥居香・中山加奈子 | 4:45  |
| 4.                                    | 「逃げろ」                                       | 中山加奈子 | 中山加奈子         | 5:09  |
| 5.                                    | 「ジュリアン」                                   | 中山加奈子 | 奥居香             | 5:10  |
| 6.                                    | 「ROLLIN' ON THE CORNER」                        | 今野登茂子 | 奥居香             | 5:21  |
| 7.                                    | 「錆びつきブルース」(メインボーカル：中山加奈子) | 中山加奈子 | 奥居香             | 3:23  |
| 8.                                    | 「月夜の出来事」(メインボーカル：今野登茂子)     | 今野登茂子 | 今野登茂子         | 3:33  |
| 9.                                    | 「THE LAST MOMENT」                              | 富田京子   | 奥居香             | 4:50  |
| 10.                                   | 「HIGHWAY STAR」                                 | 渡辺敦子   | 渡辺敦子・奥居香   | 4:53  |
| 11.                                   | 「One」                                          | 富田京子   | 奥居香             | 4:21  |
| 合計時間:                             | 合計時間:                                        | 合計時間:  | 合計時間:          | 50:47 |